# Cimitra texturata
Cimitra texturata är en fjärilsart som beskrevs av László Anthony Gozmány. Cimitra texturata ingår i släktet Cimitra och familjen äkta malar. Inga underarter finns listade i Catalogue of Life.